# Туєнкуанг (провінція)
Туєнкуанг (в'єт. Tuyên Quang) — провінція у північній частині В'єтнаму, на північний захід від Ханоя, у долині річки Ло (притока Хонгха). Площа становить 5870,4 км²; населення на 2009 рік — 724 821 особа. Адміністративний центр — однойменне місто Туєнкуанг. В адміністративному відношенні поділяється на 1 місто (Туєнкуанг) і 6 повітів.

## Географія і клімат

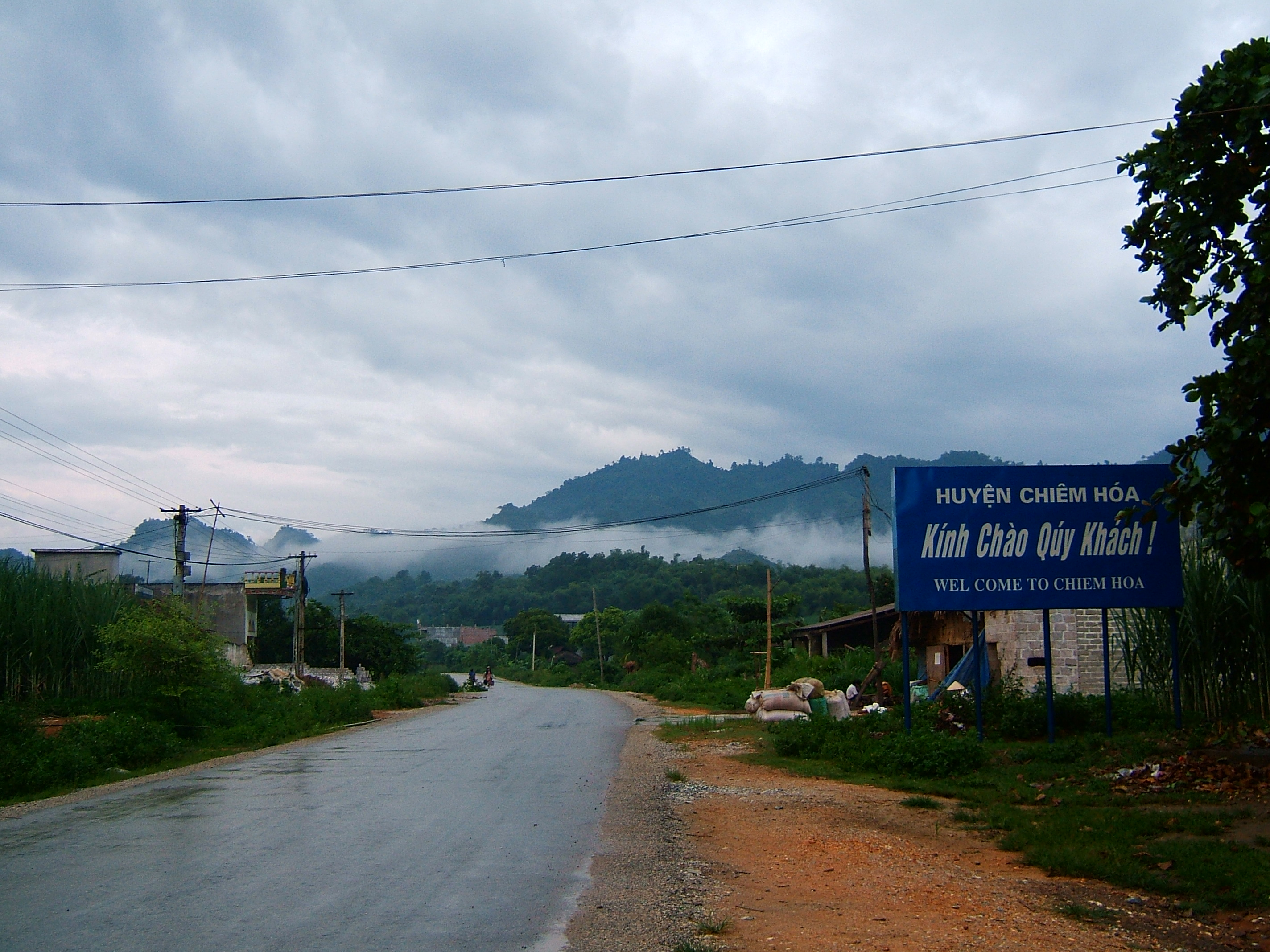
Повіт Чьємхоа

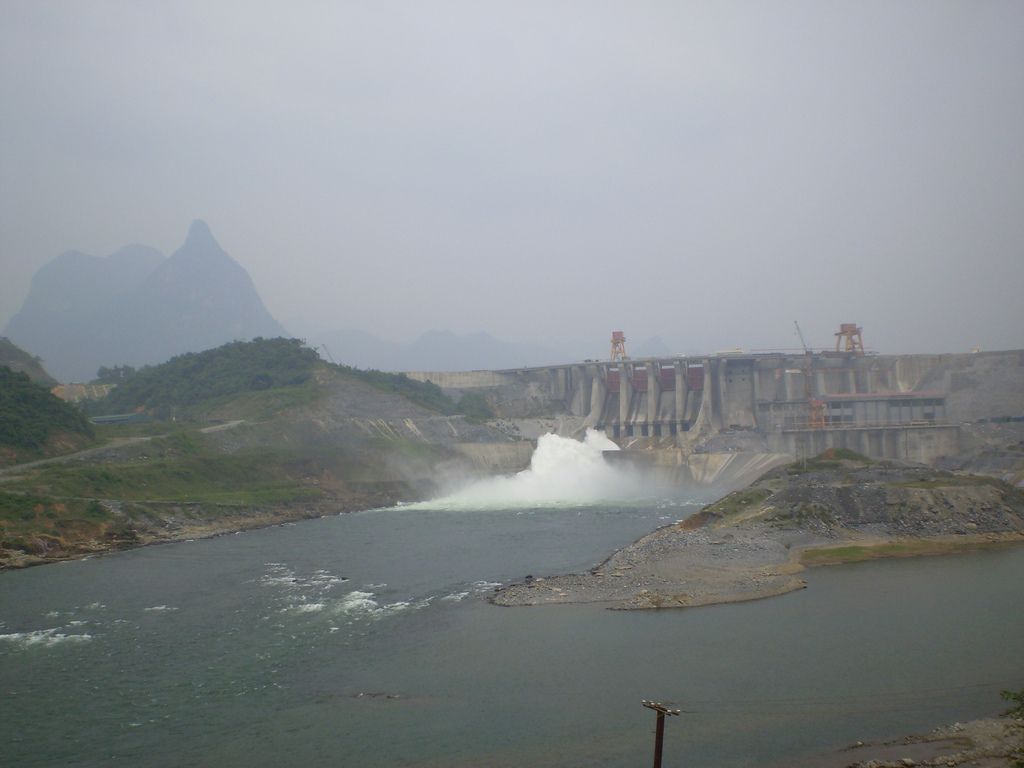
Дамба Наханг

Велика частина провінції знаходиться на висоті від 200 до 600 метрів над рівнем моря. Південні райони являють собою вузькі річкові долини з невисокими грядами пагорбів (до 300 м). Північ представлена горами, що перевищують 1400 метрів (найвища точка — гора Чамчу: 1589 м). Основні річки регіону включають Ло, Гам і Фода.
Надра провінції багаті такими корисними копалинами як залізо, цинк, олово, свинець, сурма, каолініт, польові шпати, вапняк.
Клімат регіону характеризується як тропічний, період мусонів триває з травня по жовтень. Середньорічний рівень опадів становить 1 500 мм. Середня температура: 22,4°С.

## Населення
За даними на 2008 рік населення провінції становило 746 900 жителів, щільність населення — 127 осіб/км². Жінки складають 50,58 %; чоловіки — 49,42 %. Міське населення — 9,47 %.
Національній склад населення (за даними перепису 2009 року): в'єтнамці — 334 993 особи (46,22 %), тай — 185 464 особи (25,59 %), яо — 90 618 осіб (12,50 %), сантяй — 61 343 особи (8,46 %), мяо — 16 974 особи (2,34 %), нунг — 14 214 осіб (1,96 %), санзіу - 12 565 осіб (1,73%), хоа - 5 982 особи (0,83%), інші — 2 668 осіб (0,37 %).

## Економіка
Основні сільськогосподарські культури регіону включають рис, кукурудзу, картоплю, маніок, чай, цімбопогон, цитрусові, бобові. Гірська промисловість; виробництво паперу і цементу.